# Stróżnica

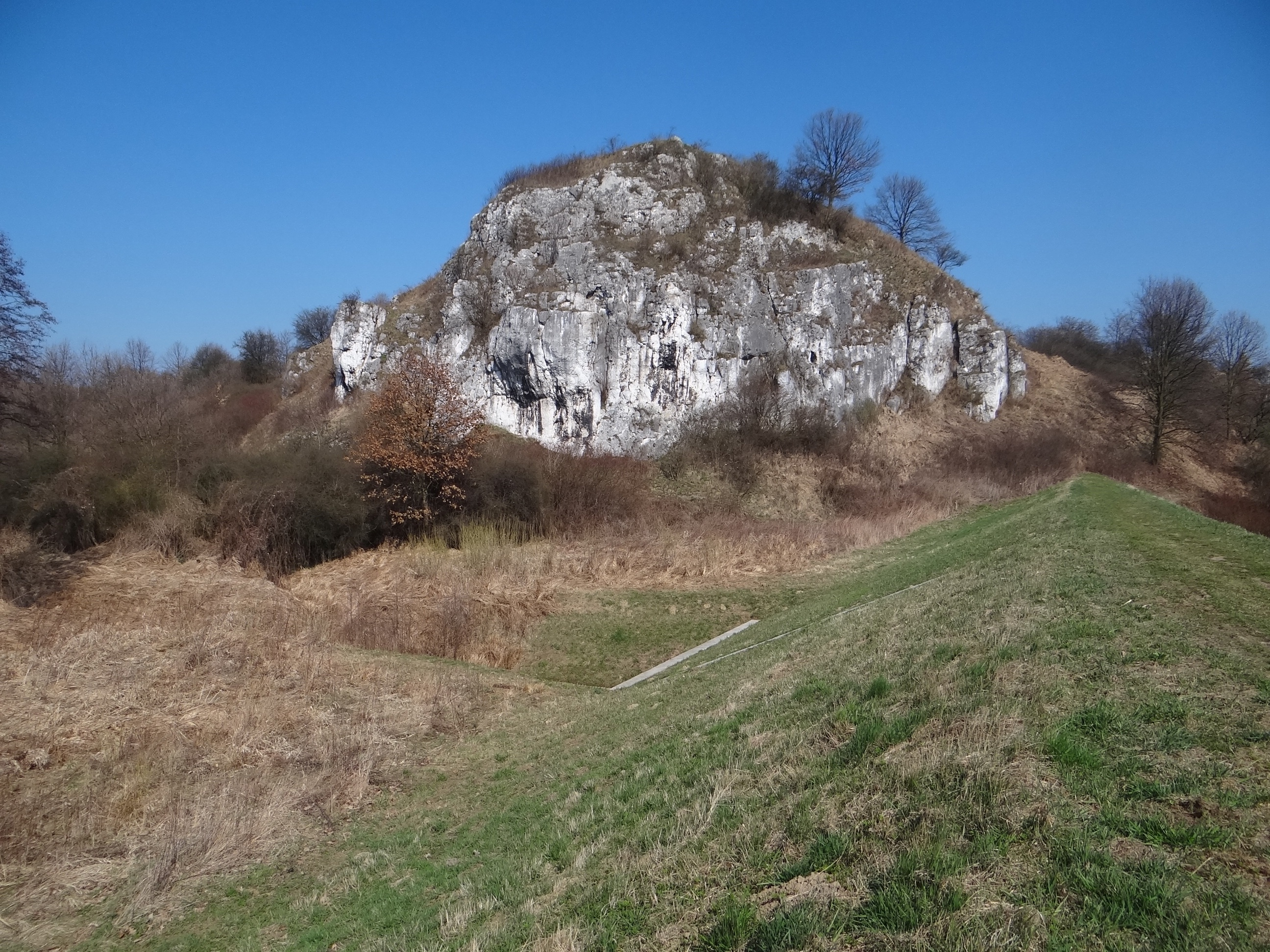
Kozierówka

Stróżnica – wzgórze o wysokości 247 m n.p.m. pomiędzy miejscowościami Ściejowice i Piekary pod Krakowem. Na mapie Geoportalu opisane jest jako Gołębiec. Pod względem geograficznym znajduje się w mezoregionie geograficznym zwanym Obniżeniem Cholerzyńskim. Zbudowane jest ze skał wapiennych przykrytych lessem. Położone jest na lewym brzegu Wisły i do jej terasy urywa się stromymi, a miejscami skalistymi  zboczami i ścianami. Zbocza te noszą nazwę Skałek Piekarskich i wraz ze znajdującym się po drugiej stronie Wisły wzgórzem Grodzisko tworzą przełom Wisły zwany Bramą Tyniecką. 
Są trzy Skałki Piekarskie; w kolejności od Krakowa na południe są to: Kamieniołom w Piekarach, Okrążek i Kozierówka. Znajdują się w nich dwa stanowiska archeologiczne, w których odkryto kości zwierząt i ślady bytności neandertalczyków z okresu późnego plejstocenu oraz dwie jaskinie: Jaskinia nad Galoską i Jaskinia na Gołąbcu. Na Kozierówce odkryto także resztki dawnej średniowiecznej strażnicy.